# روح دیگری
روح دیگری (ارمنی: Ուրիշի հոգին) مجموعه تلویزیونی ملودرام عاشقانه ارمنستانی به کارگردانی آرمن میروزیان و هایک وارطانیان.
این مجموعه تلویزیونی در ۱۶۲ قسمت ۴۲ دقیقه ای تهیه شده بود و از تاریخ ۱۵ اوت ۲۰۱۵ از طریق شانت تی‌وی پخش شد.

## بازیگران
- سوفیا پوغوسیان